# Diabeł wcielony
Diabeł wcielony (fr. Le diable au corps) – francuski melodramat z 1947 roku w reżyserii Claude’a Autant-Lary. Adaptacja powieści autorstwa Raymonda Radigueta. Zdjęcia kręcono w Paryżu oraz w departamencie Dolina Marny.

## Fabuła
Bohaterem filmu jest François, wspominający dzieje swojego romansu ze starszą o kilka lat zamężną kobietą. Miłość pary spotyka się z powszechnym potępieniem, jako że mąż bohaterki jest żołnierzem walczącym na frontach I wojny światowej. 

## Recepcja i nagrody
Film był dziełem skandalizującym, gdyż uznawano, że jego przekaz jest niepatriotyczny i amoralny. Podczas projekcji na festiwalu w Brukseli ambasador francuski, zgorszony treścią obrazu, opuścił kino.
Diabeł wcielony zapoczątkował karierę filmową Gérarda Philipe'a. W 1955 roku film nagrodzono we Francji nagrodą Prix Louis-Delluc; w tym samym roku obraz otrzymał w też Nagrodę Nowojorskiego Stowarzyszenia Krytyków Filmów dla najlepszego filmu obcojęzycznego.